# Don't Shove
Don't Shove er en amerikansk stumfilm fra 1919.

## Medvirkende
- Harold Lloyd
- Bebe Daniels
- Bud Jamison
- Eddie Boland
- Sammy Brooks